# Albisola Superiore
Albisola Superiore (en ligur Arbisöa 0 d'äto d'Arbissêua) és un comune italià, situat a la regió de la Ligúria i a la província de Savona. El 2015 tenia 10.163 habitants.

## Geografia
Té una superfície de 28,68 km² i les frazioni d'Ellera i Luceto. Limita amb Albissola Marina, Cairo Montenotte, Celle Ligure, Pontinvrea, Savona i Stella.

## Evolució demogràfica
| Gràfica d'evolució de Albisola Superiore entre 1861 i 2011 |
|                                                            |
| Font: ISTAT                                                |

## Història
El seu nom romà era Alba Docilia, i la ciutat només l'esmenta la Taula de Peutinger, que la situa a la via de la costa que anava de Gènova a Vada Sabata. Les distàncies que indica la Taula estan malmeses, però se sap que estava situada on ara hi ha Albisola Superiore. Es creu que el nom Docilia correspon al d'una tribu lígur que vivia a la zona.

## Persones il·lustres
- Juli II (1443 - 1513), papa